# Enquin-sur-Baillons
Enquin-sur-Baillons is een gemeente in het Franse departement Pas-de-Calais (regio Hauts-de-France) en telt 173 inwoners (1999). De plaats maakt deel uit van het arrondissement Montreuil.

## Geografie
De oppervlakte van Enquin-sur-Baillons bedraagt 5,0 km², de bevolkingsdichtheid is 34,6 inwoners per km².
De onderstaande kaart toont de ligging van Enquin-sur-Baillons met de belangrijkste infrastructuur en aangrenzende gemeenten.

## Demografie
Onderstaande figuur toont het verloop van het inwonertal (bron: INSEE-tellingen).